# Estrella variable RS Canum Venaticorum
Las estrellas variables RS Canum Venaticorum o estrellas RS CVn son un tipo de variables eruptivas compuestas por un estrella binaria cuyas componentes, de tipo espectral F, G o K, tienen intensa actividad cromosférica. Ambas estrellas están muy próximas, con un período orbital típico de unos pocos días a 20 días. Las variaciones de brillo suelen ser del orden de 0,2 magnitudes y son debidas a manchas estelares análogas a las del Sol, pero de dimensiones descomunales, ya que oscurecen un porcentaje importante de la estrella. Estas manchas o regiones de menor temperatura giran con un período similar al período orbital del sistema binario. Sobrepuesto a este período corto existen períodos más largos de actividad cromosférica, similares al ciclo solar, que pueden durar de 1 a 4 años. Estas estrellas también son importantes radiofuentes y emisoras de rayos X.
La estrella prototipo de estas variables es RS Canum Venaticorum, que es también una binaria eclipsante. Otras estrellas de esta clase son Capella (α Aurigae), Lambda Andromedae, Sigma Geminorum, Épsilon Ursae Minoris, 36 Ophiuchi C, II Pegasi y TZ Trianguli.